# 项定荣
项定荣（1908年—1987年），字行健，浙江嘉善人。
项定荣于1928年从中央党务学校毕业后曾担任过国民党浙江省党部执行委员，民众运动委员会主任委员、训练部长、常务委员等。1934年出任浙江省省立杭州高级中学校长。1936年当选制宪国民大会代表。1938年后在三民主义青年团中央团部中任职，曾历任书记长办公室副主任、主任，总务处处长，秘书处处长等。1946年赴美国留学，在哥伦比亚大学研究政治学。后在美国定居，出版《华美日报》并任总经理、社长、总主笔，还曾主办中华新闻社，担任过圣若望大学亚洲研究中心顾问等职。1987年于纽约逝世。